# Фредерик III (король Дании)
Фредерик III (дат. Frederik 3; 18 марта 1609, Хадерслев — 9 февраля 1670, Копенгаген) — король Дании и Норвегии с 28 февраля 1648. Из династии Ольденбургов. Сделал Данию страной с наследственной, а затем и абсолютной монархией, просуществовавшей до 1849 года. Во время правления Фредерика Дания участвовала вместе с союзниками в Северной войне против Швеции.

## Годы до царствования
Фредерик был младшим сыном датского короля Кристиана IV и Анны Катерины Бранденбургской (26 июня 1575 — 8 апреля 1612). Не имея с детства шансов занять королевский трон, он по воле отца, стремившегося расширить и упрочить владения династии и влияние Дании в Северной Германии, был проведён в коадъюторы Бремена, Вердена и Гальберштадта, а 18-ти лет от роду назначен комендантом крепости Штаде в Бременской области в качестве заместителя отца. Таким образом, его с ранней юности стали готовить к деятельности правителя, и научное образование его закончилось быстро. Тем не менее, он успел проникнуться интересом к литературе и науке. Пребывание при различных дворах за границей довершило его политическое образование. В 1634 году он добился избрания в архиепископы Бремена, а в 1635 году — и Вердена, став, таким образом, владетельным германским князем.
1 октября 1643 году женился на Софии Амалии, принцессе Брауншвейг-Люнебургской, чей энергичный, страстный и честолюбивый нрав оказал сильное влияние не только на судьбу Фредерика, но и всей Дании.
Во время Датско-шведской войны 1643—1645 был назначен генералиссимусом и председателем военного совета. Во время военных действий у него возникли противоречия с командующим Андерсом Билле, что отрицательно сказалось на ходе войны и привело к напряженным отношениям с датской знатью.
Смерть его старшего брата Кристиана в июне 1647 года впервые обозначила возможность для Фредерика занять датский престол, но вопрос был окончательно разрешён 28 февраля 1648 года со смертью Кристиана IV. К присяге Фредерик был приведён 6 июля только после подписания капитуляции (дат. Haandfæstning), ограничивавшей его права.

## Начало правления
Вступив на престол, Фредерик не замедлил начать с дворянством упорную борьбу за власть, в которой, благодаря поддержке среднего сословия, одержал победу. Он обвинил в государственной измене одного из столпов аристократической партии, государственного канцлера Корфица Ульфельдта (дат. Corfitz Ulfeldt), женатого на сестре Фредерика, Леоноре Кристине (дат. Leonora Christina Ulfeldt). В 1651 году Корфиц Ульфред и наместник короля в Норвегии Ганнибал Сехестед (дат. Hannibal Sehested) были отправлены в отставку. Фредерик так умело вел дело, что Ульфельдту пришлось бежать в Швецию. Его заочно приговорили к смертной казни, а жену его посадили в тюрьму, в которой она и провела в тяжёлой обстановке 22 года. Это была личная месть супруги Фредерика, завидовавшей блестящим качествам дочери Кристиана IV. Позже Ульфельдт участвовал на стороне Швеции в войне против Дании. Сехестед был прощен в 1660 году и вернулся в Копенгаген.
Около 1650 года Фредерик основал Королевскую Датскую Кунсткамеру — собрание диковинок и драгоценностей. Эта кунсткамера упоминается в сказке Х. К. Андерсена «Принцесса на горошине».

## Поражение от Швеции
Воцарение 6 июня 1654 года на шведском престоле Карла X Фредерик расценил как угрозу безопасности Дании. После вторжения Карла X в Польшу в июле 1654 года Фредерик решился на разрыв отношений со Швецией при первом удобном случае. Собравшийся 23 февраля 1657 года государственный совет выделил значительные средства для мобилизации и на другие военные расходы. 23 апреля Фредерик получил согласие совета на атаку шведских территорий. В начале мая всё ещё продолжавшиеся переговоры были прерваны, и 1 июня Фредерик подписал манифест, объясняющий необходимость ведения войны, которая формально не была объявлена.
Но шведский король спутал все планы своих противников, переправив свои войска на территорию Дании через покрытые льдом проливы Малый и Большой Бельт в январе-феврале 1658 года. Подобный манёвр произвёл сокрушительный эффект на датское правительство и Фредерик попросил заключить мир. Уступив требованиям английских и французских министров, Карл X согласился на мирное соглашение и 26 февраля в Роскилле был подписан мирный договор, по которому Дания передавала Швеции часть своей территории, обязалась препятствовать проходу враждебных Швеции флотов, освобождала от пошлин с торговых судов и др.

## Осада Копенгагена
Вскоре после заключения мирного договора Карл X начал новую войну с Данией. 17 июля 1658 года шведская армия высадилась около населённого пункта Корсёр (дат. Korsør) на острове Зеландия. Никто не предполагал возможность такой внезапной атаки, датская столица была плохо укреплена, численность гарнизона была недостаточна.
Фредерик отклонил предложение некоторых советников покинуть город. Он завоевал себе симпатии народа, поклявшись «умереть в своем гнезде». Представители всех сословий города заявили о необходимости срочного укрепления столицы. Жители Копенгагена объявили о своей непоколебимой преданности королю и намерении защищать город до последний возможности. На тот момент в наличии было 2000 человек на полуразрушенной линии защиты города. Но уже к началу сентября 1658 года под руководством короля и бургомистра Ханса Нансена (дат. Hans Nansen), прапрапрапрадеда путешественника Фритьофа Нансена, все бреши в стенах были заделаны, были установлены пушки, а количество вооружённых защитников составляло 7000 человек.
Город оказался так сильно защищен, что Карл X отказался от штурма и начал осаду. Но её он был вынужден снять, когда датский флот укрепил и обеспечил дополнительным провиантом гарнизон, а 29 октября в сражении в проливе Зунд шведский флот был разбит.
27 мая 1660 года был заключён Копенгагенский мир, по которому Дании возвращалась часть её территории и упразднялось постановление о недопущении в Балтийское море судов небалтийских государств.

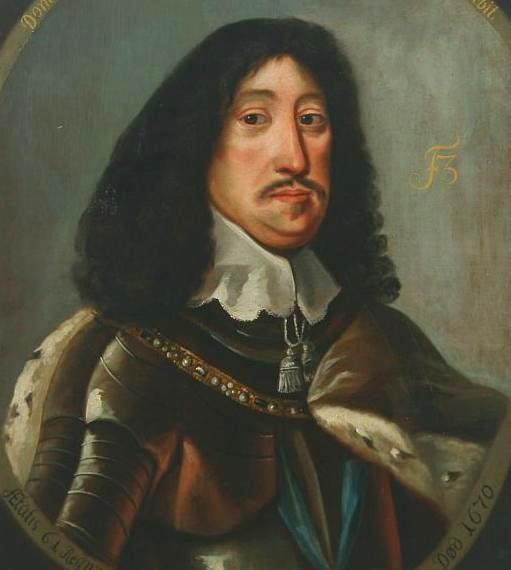
Король Норвегии Фредерик III

## Абсолютная монархия
Благодаря благоприятному исходу войны со Швецией традиционная верность датского среднего класса королю переросла в неограниченную восторженность и на короткий период Фредерик стал самым популярным человеком в королевстве. Используя свою популярность, Фредерик в 1660 году осуществил государственный переворот. 16 октября была уничтожена связывавшая его избирательная капитуляция, 14 ноября королю присягнули как «наследственному», а не «избираемому» монарху. 10 января 1661 года сословия утвердили за ним неограниченную верховную власть.
Последние 10 лет правления Фредерика страна восстанавливалась после войны. Было сформировано новое правительство. Этот период был отмечен соперничеством между министрами и советниками, в частности, Ганнибалом Сехестедом и Критоффером Габелем.
14 ноября 1665 года «королевским законом», одним из разработчиков которого был П. Шумахер, был завершен государственный переворот. Этот год надо считать началом в Дании абсолютной монархической власти, продолжавшейся почти 200 лет. Старая форма правления, с государственным советом (из членов высшей аристократии) во главе и участием дворян, избиравших государя, была похоронена навсегда.
Современники рисуют Фредерика человеком крайне медлительным, осторожным, но и упорным в своих решениях, замкнутым, скрытым и злопамятным. Говорил он мало и ещё меньше писал. Упорная политическая борьба не мешала ему и королеве устраивать праздники, балы, маскарады, охоты и т. п. Он имел пристрастие к собиранию книг и художественных произведений. Основал Королевскую библиотеку в Копенгагене (ок. 1648).
Фредерик умер в замке Копенгагена и похоронен в соборе города Роскилле.

## Дети
1. Кристиан (Christian, 15 апреля 1646 — 26 августа 1699) — король Дании Кристиан V.
2. Анна София (Anna Sofia, 1 сентября 1647 — 1 июля 1717) — жена курфюрста Саксонии Иоганна Георга III с 9 октября 1666 года.
3. Фредерика Амалия (Friederika Amalia, 11 апреля 1649 — 30 октября 1704) — жена герцога Кристиана Альбрехта Гольштейн-Готторпского с 24 октября 1667.
4. Вильгельмина Эрнестина (Wilhelmina Ernestina, 21 июня 1650 — 22 апреля 1706) — жена курфюрста Пфальца Карла II c 20 сентября 1671.
5. Фредерик (11 октября 1651 — 14 марта 1652).
6. Георг (Georg, 2 апреля 1653 — 28 октября 1708) — женился 20 июля 1683 года на английской принцессе, будущей королеве Анне Стюарт.
7. Ульрика Элеонора (11 сентября 1656 — 26 июля 1693) — жена шведского короля Карла XI с 6 мая 1680[5].
8. Доротея (Dorothea, 16 ноября 1657 — 15 мая 1658).

Маргарете Папе (дат. Margarethe Pape) родила ему незаконного сына Ульрика Фредерика (Ulrik Frederik Gyldenløve).